# Діттографія
Діттографія (дав.-гр. διττός «подвійний» та дав.-гр. γράφω «писати») — випадкове, помилкове повторення літери, слова, фрази або комбінації літер. Цей термін використовується у сфері текстової критики. Протилежне явище, коли переписувач пропускає текст, переходячи від слова або фрази до схожого слова або фрази далі, відоме як гаплографія. 
Цей тип помилки часто зустрічається при швидкому письмі або в процесі набору тексту, коли людина або система випадково дублює один і той самий символ.

## Приклади
В Одкр. 1:13 на {\displaystyle {\mathfrak {P}}}98 зазначено περιεζωσμμενον замість περιεζωσμενον (дві μ замість однієї). У Ватиканському кодексі в Ін. 13:14 слово διδασκαλος повторено двічі. У Ватиканському кодексі в Діяннях святих апостолів, однією з книг Біблії, вірш 19:34, фраза «Велика Артеміда ефеська» (англ. Great is Artemis of the Ephesians) з'являється двічі, хоча в рукописі вона зустрічається лише один раз.